# تشاك تورنر
تشاك تورنر (بالإنجليزية: Chuck Turner)‏ هو ناشط سلام وسياسي أمريكي، ولد في 1941. حزبياً، نشط في حزب الخضر - القزحي ‏.